# كارين هيس
كارين هيس (بالإنجليزية: Karen Hesse)‏ هي كاتِبة وكاتبة للأطفال أمريكية، ولدت في 29 أغسطس 1952 في بالتيمور في الولايات المتحدة.

## وصلات خارجية
- الموقع الرسمي